# Distrito de Ambovombe-Androy
Ambovombe-Androy es un distrito de la región de Androy, en la isla de Madagascar, con una población estimada en julio de 2014 de 359 155 habitantes.
Se encuentra ubicado en el extremo sur de la isla, junto a la costa del océano Índico.